# Монгала
Монгала (на френски: Mongala) е една от провинциите на Демократична република Конго. Разположена е в северозападната част на страната. Столицата на провинцията е град Лисала. Площта ѝ е 58 141 км², а населението, според проекция за юли 2015 г., е 1 740 000 души. Най-масово говореният език в провинцията е езикът лингала.